# هيزل برانون سميث
هيزل برانون سميث (بالإنجليزية: Hazel Brannon Smith)‏ هي صحفية أمريكية، ولدت في 4 فبراير 1914، وتوفيت في 15 مايو 1994.

## وصلات خارجية
- هيزل برانون سميث على موقع IMDb (الإنجليزية)